# Квеквеція Павло Віссаріонович
Павло Віссаріонович Квеквеція (29 червня 1899 — невідомо)  — учасник Другої світової війни, голова виконавчого комітету Гагрської районної ради депутатів трудящих Абхазької АРСР, Грузинська РСР. Герой Соціалістичної Праці (21.02.1948).

## Біографія
Народився в 1899 році в селі Налепсово Сенакського повіту Кутаїської губернії (нині-село Налепсао Мартвільського муніципалітету краї Самегрело-Верхня Сванетія Грузії. Грузин.
У 1928 році вступив до ВКП(б)/КП Грузії.
З кінця 1920-х років Павло Віссаріонович на партійній і радянській роботі, в тому числі обіймав посаду голови виконкому Гагрської районної ради депутатів трудящих. Виступаючи 27 червня 1940 року на сесії Верховної Ради Абхазької АРСР, голова райвиконкому П.В. Квеквеція привітав «розпочате з ініціативи Л. П. Берія переселення колгоспників з малоземельних районів Грузії на родючі землі Абхазії, з 319 господарств яких у Гагрському районі було створено 3 колгоспи, побудовано 390 будинків».
Активний Учасник Другої світової війни. Нагороджений орденом Червоної Зірки. Політпрацівник П.В. Квеквеція воював на Сталінградському і 3-му Українському фронтах, на заключному етапі війни — замполіт інфекційного госпіталю.Нагороджений багатьма медалями.
Після демобілізації майор Квеквеція повернувся на колишнє місце роботи головою виконкому Гагрської районної ради депутатів трудящих. За підсумками роботи в 1947 році він забезпечив своєю роботою перевиконання в цілому по району планового збору врожаю кукурудзи на 23,4 відсотка.
Указ Президії Верховної Ради СРСР від 21 лютого 1948 року за отримання високих врожаїв кукурудзи і пшениці в 1947 році Квеквеція Павлу Віссаріоновичу присвоєно звання Героя Соціалістичної Праці з врученням ордена Леніна і золотої медалі «Серп І Молот».
Цим же указом високого звання були удостоєні й інші керівники Гагрського району Абхазької АРСР.
Обирався депутатом Верховної Ради Абхазької АРСР 1-го скликання (1939-1947).
За підсумками роботи в 1948 році Гагрський район вийшов в передові по збору чайного листа. 24 колгоспних чаєводи удостоєні звання Героя Соціалістичної Праці, а голова райвиконкому Квеквеція і секретар райкому Шота Гетія нагороджені другим орденом Леніна.
Павло Віссаріонович продовжував працювати на керівних посадах до квітня 1953 року, подальша доля його невідома.

## Пам'ять
- На могилі встановлено надгробний пам'ятник.
- Його ім'я увічнено в Головному храмі Збройних сил Росії, і назавжди відображено на Меморіалі "Дорога пам'яті» [Архівовано 10 Листопада 2021 у Wayback Machine.]